# مكتبة العبيكان
شركة مكتبة العبيكان هي أحد فروع مجموعة العبيكان للاستثمار تأسست عام 1991.

## التأسيس
في عام 1997 قرر الشركاء الدخول في مجال طباعة الكتب ونشرها، باختصاصاتها كافة، وترجمة كتب لأهم المؤلفين العالميين. واليوم تعد الشركة من أوائل الشركات في السعودية والمتخصصة بنشر المعرفة على مستوى الشرق الأوسط في مجال بيع الكتب العربية والأجنبية مع ترجمتها والقرطاسية وأدوات المكتب والأجهزة الالكترونية والحاسب الآلي حيث تمتد فروعها في شتى مناطق المملكة منذ تأسست وقد بلغت حتى الآن 30 فرعاً. تقوم الشركة بترجمة ما يزيد عن 300 كتاب سنوياً.

## نبذة
تحتوي المكتبة على رفوف ما يزيد عن (100000) عنوان، كما تحتوي على أكثر من (30000) صنف من أدوات قرطاسية ولوازم مدرسية، كما تحتوي على قسم خاص بتقنية المعلومات والاتصالات ومستلزمات الحاسبات الآلية.

## شعار المكتبة
"وسّع آفاقك بالمعرفة"، حيث اهتمت المكتبة بدعم طلاب العلم والمعرفة، ومحبي القراءة في السعودية والعالم العربي.

## الهدف
تكمن الرؤية والاستراتيجية الجديدة للمكتبة بالاهتمام بالمجتمع والالتزام بنشر المعرفة والثقافة بأسلوب معاصر يتماشى مع تطلعات الجيل ويرتقي بها، وتقديم ثروة قيّمة للمجتمع، من خلال العمل بشعار المكتبة الجديد، حيث أخذت العبيكان على عاتقها ترجمة أفضل الكتب لأهم المؤلفين العالميين، ونشر الكتب العربية باختصاصاتها كافة.

## الصادرات
يبلغ حجم صادرات المكتبة أكثر من (3000) عنوان، تتوزع على أربعة أجزاء رئيسة، هي:
- الثقافة العامة.
- الكتب الأكاديمية.
- الكتب المترجمة.
- كتب الأطفال.

## الخدمات
توفر المكتبة العديد من الخدمات، أهمها الشراء الإلكتروني، وسياسات البيع والشراء المرن، من ضمنها خدمة الاسترجاع خلال 3 أيام من تاريخ الاستلام.

## الجوائز
لم تغب مكتبة العبيكان منذ تأسيسها عن أي معرض عربي أو عالمي معني بالمعرفة والتكنولوجيا والتقنية مما هيأها لتنال جوائز عديدة منها جائزة أفضل ناشر عربي في السعودية ولبنان والإمارات العربية المتحدة، الأردن ومصر.